# Murino
Pour les articles homonymes, voir Murino (homonymie).
Murino (en serbe cyrillique : Мурино) est un village du nord-est du Monténégro, dans la municipalité de Plav.

## Démographie

### Évolution historique de la population
| 1948 | 1953 | 1961 | 1971 | 1981 | 1991 | 2003 |
| ---- | ---- | ---- | ---- | ---- | ---- | ---- |
| 789  | 660  | 784  | 724  | 609  | 538  | 545  |